# Uchinada, Ishikawa
Uchinada (内灘町 Uchinada-machi) là thị trấn thuộc huyện Kahoku, tỉnh Ishikawa, Nhật Bản. Tính đến ngày 1 tháng 10 năm 2020, dân số ước tính thị trấn là 26.574 người và mật độ dân số là 1.300 người/km2. Tổng diện tích thị trấn là 20,33 km2.

## Địa lý

### Đô thị lân cận
- Ishikawa
  - Kanazawa
  - Kahoku
  - Tsubata